# Girolamo Gravina (politico)
Girolamo Gravina, principe di Gravina (... – dopo il 1671), è stato un nobile e politico italiano del XVII secolo.

## Biografia
Nato presumibilmente agli inizi del XVII secolo, era figlio di Ferdinando, ed apparteneva ad un ramo cadetto della nobile stirpe di origine normanna dei Gravina, della linea dei Marchesi di Francofonte.
Nel 1641, acquistò dalla Regia Curia il casale di San Giovanni Galermo. Per privilegio dato dal re Filippo IV di Spagna il 25 novembre 1644, esecutoriato il 5 giugno 1645, fu investito del titolo di I Principe di Gravina, titolo che trasferì sul casale di Plachi, che acquistò nel 1646, e che assieme a Galermo, formarono il Principato di Gravina. Si fregiò anche del titolo di Principe di Robincallo con privilegio dato il 5 luglio 1645.
Fu pretore di Palermo nel 1659, 1668 e 1670, e deputato del Regno di Sicilia nel 1668 e 1671.

### Matrimoni e discendenza
Il principe Girolamo Gravina, sposò in prime nozze la nobildonna Antonia Grifeo di Bologna, figlia di Guglielmo, principe di Partanna, da cui non ebbe discendenza, e in seconde nozze Eleonora Gravina Gussio, da cui ebbe una sola figlia, Marianna, che gli succedette nei titoli e sposò Giuseppe Valguarnera Grifeo, principe di Valguarnera.